# Edemissen
Edemissen är en kommun och ort i Landkreis Peine i förbundslandet Niedersachsen i Tyskland.